# Perelesnyk

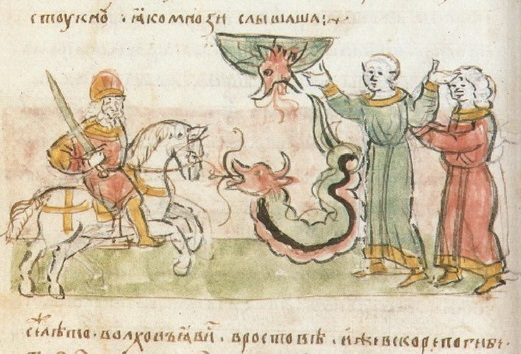
Ein Perelesnyk, der wie ein Meteor bei Wyschhorod aus dem Himmel gefallen ist (Zeichnung aus der Radziwiłł-Chronik)

Perelesnyk (ukrainisch Перелесник, auch bekannt als Litawez, Літавець) ist ein Geistwesen aus der ukrainischen Mythologie.
Der Perelesnyk ist die Personifizierung einer bösen Macht, die eine Liebesbeziehung mit Menschen eingeht, ähnlich dem Incubus. Sein weibliches Gegenstück ist die Perelesnyzja, die dem Succubus ähnelt, aber in der ukrainischen Volksmythologie selten vorkommt.
Man glaubte, er fliege in der Gestalt eines feurigen Drachen oder jungen Mannes und dringe durch Schornsteine, Türen oder Fenster in Häuser ein. Er galt auch als Metapher für einen Meteor. Der Perelesnyk verführte Witwen, die sich zu sehr nach ihrem verstorbenen Ehemann oder Liebhaber sehnten, indem er deren Gestalt annahm. Sein Opfer würde beginnen, zu verkümmern, ihr Gesundheitszustand verschlechtert sich und sie würde schließlich sterben.
Innozenz Giesel schrieb in seinem Werk Friede mit Gott für den Menschen: „Wo kann es zu fleischlichem Verkehr mit dem Teufel kommen? Dies ist bem Litawez der Fall, bei dem die Unzucht am schwerwiegendsten ist.“
Das Bild des Perelesnyk wurde von Lessja Ukrajinka in dem Gedicht Wie ich diese Arbeitsstunden liebe... dargestellt, wo er eine junge Frau zunächst mit Geschenken verführt und ihr dann die Seele nimmt. Außerdem taucht er als dionysische Figur im Theaterstück Das Waldlied auf.